# ビルマ汁
ビルマ汁（ビルマじる）とは、栃木県芳賀郡益子町のご当地名物スープ料理「地スープ」である。
ビルマ（現在のミャンマー）から復員した後、ビルマで食べたスープから発案され家庭料理となり、現在は益子町の飲食店やカフェの夏季限定メニューになるなど、様々な形で提供されている。

## 概要
ぶつ切りにしたナス、インゲンマメ、ジャガイモ、ニンジンなどのたっぷりの夏野菜と豚バラ肉を、和風の出汁、もしくはそのまま水に入れ火にかけて煮込み、手でちぎったトマトとカレー粉で（とうがらしを入れても良い）味付けをした夏野菜のスープ料理である。
夏になると益子町の家庭で食する定番メニューとして広まっている。
益子町ではご当地グルメとして夏季限定メニューとして各飲食店や「道の駅ましこ」、そしてカフェでも提供されている。
また学校給食のメニューにもなっており、そして栃木県庁の食堂のメニューとしても提供され、奈良市の中川政七商店によりレトルト食品化も進められ、2019年より販売されている。
益子町での提供店舗は最盛期の2015年（平成27年）には17軒を数え、2019年時点で「道の駅ましこ」を含み15軒あり、栃木県宇都宮市や東京都渋谷でも提供されている。
コロナ禍により提供店舗は11軒に減ってしまったが、益子町商工会ではコロナが収束したらビルマ汁を扱うイベントを再開し、取り扱い店舗も再び増やしたいと第3弾のチラシを制作し配布するなどビルマ汁普及に意気込んでいる。

## 歴史
太平洋戦争で当時のビルマへ出征した呉服用品店「もおかや（真岡屋）」の主人であった飯塚潤一が、現地で口にしたスープの美味しさが忘れられず、終戦して復員後に、当時の日本の益子で入手できる手近な材料で再現したのが始まりである。
ビルマではコイやナマズなどの鮮魚を素揚げにして出汁にしていたそうだが、益子では豚肉で代用している。
ザクザクと大きめにカットされた野菜はビルマの人たちのおおらかさの現れである、とする説もある。
潤一は亡くなるまで一切戦争の事は家族にも語らなかった。それでもビルマ汁は毎年の夏に作り続け、飯塚家の家庭料理となった。
近所の農家から貰った食べ切れないほどのトマトやナスを使って月に何回かはビルマ汁にして食べ、そのうちに農家の人たちから「ビルマ汁を作って、家にもちょうだい」と野菜を持ってくるようになったという。
こうして潤一の長男である洋と結婚し、飯塚家へ嫁入りした飯塚フミが引き継ぎ、口伝えで親交のある家庭へ広がった。
そして益子町で毎年7月23日、24日、25日の3日間に渡って開催される「益子祇園祭」でも提供され、店に遊びに来た親しい客や友人、そしてその子どもたちにも振る舞われた。
そうして少しずつ益子町民の間に広まっていき、ご飯と一緒に食べたり、ビールのおつまみにしたり、、またはビルマ汁にうどんやベトナム料理の麺・フォーなども入れてアレンジされながら、益子町の各家庭で受け継がれていった。
こうして長らく益子町の家庭料理だったビルマ汁であったが、「カフェ・フーネ」などの益子町のカフェがメニューとして出すようになり、栃木県庁の食堂のメニューになるなどしながら、益子町以外の人たちもビルマ汁を知るようになっていった。
そして、益子町商工会が2014年（平成26年）に「益子のビルマ汁」の商標を登録し、「益子町の名物地スープ」として広まっていった。

## 参考資料
- D&DEPARTMENT PROJECT編集部『d design travel TOCHIGI』D&DEPARTMENT PROJECT〈d design travel, 6〉、2011年9月5日、114-115頁。ISBN 9784903097060。 NCID BB06874903。国立国会図書館サーチ：R100000001-I27210012373275。
- 散歩の達人MOOK編集部 編『栃木さんぽ 日光 那須 宇都宮』株式会社交通出版社〈散歩の達人MOOK J-18〉、2016年6月1日、71頁。ISBN 9784330665160。